# Карл Фердинанд фон Хатцфелд
Карл Фердинанд фон Хатцфелд (на немски: Karl Ferdinand Graf von Hatzfeldt; * 12 октомври 1712 в Шьонщайн, част от Висен, Рейнланд-Пфалц; † 25 август 1766 в Бон) е граф на Хатцфелд в Хесен, господар на Вилденбург, Шьонщайн в Рейнланд-Пфалц, и на Вертер при Билефелд, Вестфалия.
Той е син на фрайхер Вилхелм Франц Йохан Адолф фон Хатцфелд (1683 – 1733), господар на Вилденбург, Шьонщайн, Вертер, Мертен и Алнер, и съпругата му фрайин София Тереза Филипина фон Лое (1682 – 1759), дъщеря на фрайхер Филип Кристоф фон Лое (1646 – 1708) и фрайин Анна Мария Терезия фон Винкелхаузен († 1723). Внук е на Мелхиор Фридрих Готфрид фон Хатцфелд, господар на Вилденбург, Шьонщайн и Вертер (1638 – 1694) и Мария Барбара фон Фюрстенберг (1655 – 1722), дъщеря на фрайхер Фридрих фон Фюрстенберг (1618 – 1662) и фрайин Анна Катарина фон дер Лайен (1618 – 1658). Правнук е на фрайхер Йохан Адриан фон Хатцфелд († 1680) и Ана Фос Щафел цу Бокел († 1641).
Карл Фердинанд фон Хатцфелд е издигнат на граф през 1761 г. Той умира на 53 години на 25 август 1766 г. в Бон. Син му Франц Лудвиг фон Хатцфелд е издигнат 1803 г. на 1. княз на Хатцфелд и херцог на Трахенберг. Дворецът Шьонщайн е до днес собственост на фамилията.

## Фамилия
Карл Фердинанд фон Хатцфелд се жени 1741 г. за фрайин Мария София Шарлота Магдалена фон Бетендорф (* 1714; † 9 април 1753), дъщеря на фрайхер Лотар Карл фон Бетендорф и графиня Мария София фон Щадион. Те имат децата:
- Клеменс фон Хатцфелд (* 9 юни 1743; † 16 септември 1794, Бон), женен 1772 г. за графиня Хортензия фон Циротин-Лилгенау (* 1750; † 31 декември 1813); имат дъщеря
- Карл Фридрих фон Хатцфелд (1745 – 1748)
- София фон Хатцфелд-Вилденберг, графиня фон Куденхове (* 21 януари 1747; † 21 май 1825), омъжена на 9 юни 1772 г. за Георг Лудвиг Куденхове (* 1734; † 13 юли 1786)
- Мария Вилхелмина фон Хатцфелд-Вилденбург (* 28 август 1750; † 24 януари 1784, Париж), омъжена на 4 април 1774 г. за граф Леополд Йозеф Йохан Непомук фон Найперг (* 27 март 1728; † 5 януари 1792)

Карл Фердинанд фон Хатцфелд се жени втори път на 13 февруари 1754 г. за фрйин Мария Анна Елизабет фон Фенинген (* 21 юли 1719; † 31 март 1794), дъщеря на фрайхер Карл Фердинанд фон Фенинген и графиня Елизабет Клаудия Райх фон Райхенщайн. Те имат децата:
- Август Клеменс Лудвиг Мария фон Хатцфелд (* 11 ноември 1754; † 1787)
- Хуго Франц фон Хатцфелд (* 17 ноември 1755; † 1830)
- Франц Лудвиг Клеменс Максимилиан Йохан Непомук фон Хатцфелд (* 23 ноември 1756, Бон; † 3 февруари 1827, Виена), 1. княз на Хатцфелд, херцог на Трахенберг 1803 г., женен на 1 декември 1799 г. в Берлин за графиня Мария Фридерика Каролина фон дер Шуленбург цу Кенерт (* 6 май 1779, Кенерт; † 21 декември 1832, Берлин), дъщеря на граф Фридрих Вилхелм VII фон дер Шуленбург цу Кенерт и Хелена София фон Арнщед (София фон Щедерн); имат осем деца
- Лотар Франц Йозеф фон Хатцфелд (* 18 май 1759; † 4 декември 1799), женен 1783 г. за графиня Фридерика Каролина Луиза Елеонора фон Вартенслебен (* 10 декември 1762), дъщеря на граф Карл Фридрих фон Вартенслебен († 1778) и графиня и вилд-и рейнграфиня Каролина Фридерика фон Залм-Грумбах (1733 – 1783); имат дъщеря
- Йозефа фон Хатцфелд-Вилденбург (* 26 декември 1761; † 1816), омъжена I. на 1 октомври 1781 г. за граф Карл Франц Александер Йохан Вилхелм фон Неселроде-Ересхофен (* 24 април 1752; † 1822), II. за Хуберт де ла Валете-Сайнт-Георге
- Максимилиан Фридрих Франц фон Хатцфелд (* 24 януари 1764; † 1824)